# Aleksander Skibniewski
Aleksander Skibniewski (AFI [a'lɛksandɛr scib'ɲevsci], n. 2 noiembrie 1868, Dunaivți, Podolia - d. 26 octombrie 1942, Adâncata) a fost un moșier, om politic și jurist polonez din Bucovina. A fost ales ca deputat în Dieta Bucovinei în timpul Imperiului Austro-Ungar (1911-1918). 
Era fiul lui Bronisław Skibniewski (1830-1904) și al Olgăi Dzieduszyckich. A avut doi frați: Stefan Leon (1878-1942) și Mariusz (1881-1939). Aparținând șleahtei poloneze, a folosit blazonul Ślepowron.
A învățat la Liceul iezuiților din Tarnopol și la Gimnaziul Sf. Giacintu din Cracovia, apoi a studiat la Universitatea Iagieloniană din Cracovia și la Universitatea din Graz, unde a obținut titlul de doctor în drept.

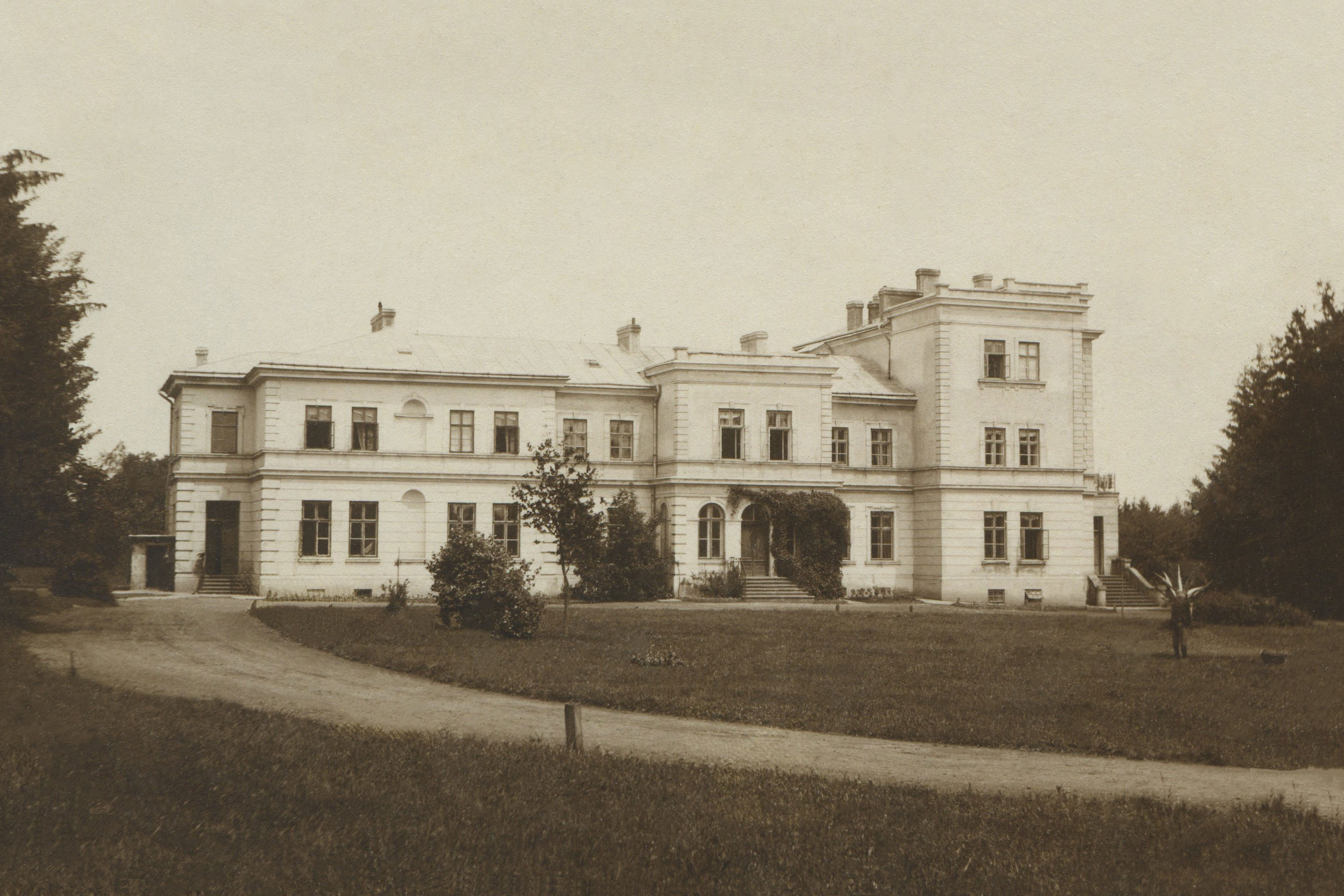
Conacul Skibniewski din Adâncata (1925).

A moștenit de la tatăl său o moșie la Adâncata (Hliboca) în apropiere de Cernăuți (Bucovina). 
În 1911 a fost ales ca deputat în Dieta Bucovinei, care avea 31 de membri și atribuții similare cu cele ale dietei provinciale din Galiția.
Din căsătoria cu Zofią Horodyńską (1884-1949), fiica nobilului polonez Zbigniew Horodyński, a avut șapte copii: Bronisław (1905-1989), Zbigniew (1906-1940), Maria (1907-1984) căsătorită cu Józef Feliks Ostaszewski, Antoni (1909-1937), Krystyna (1910-1999), Władysław (1912-1987) și Anna (1916-2007).